# Trận Jassin
Trận Jassin là một trận đánh trong cuộc Chiến tranh thế giới thứ nhất, đã diễn ra từ ngày 18 cho đến ngày 19 tháng 1 năm 1915, gần Jassin, nằm không xa Tanga về phía bắc, khi đó là lãnh thổ của Đông Phi thuộc Đức. Dưới sự chỉ huy trực tiếp của Đại tá Paul von Lettow-Vorbeck, lực lượng Schutztruppe của Đức đã tấn công và buộc quân Anh - Ấn phải đầu hàng. Thất bại tại Jassin đã giáng một đòn vào tinh thần và thanh thế của người Anh, song cũng mang lại thiệt hại nặng nề cho phía Đức, buộc Lettow-Vorbeck phải tiến hành chiến tranh du kích.
Người chỉ huy quân đội Đức tại Đông Phi, Paul Emil von Lettow-Vorbeck, đã quyết định phải tấn công Jassin ngăn ngừa hậu họa tới Tanga, hải cảng nằm hơn 50 km về phía nam và trước đây đã được ông pòng ngự thành công trước một cuộc tấn công của quân Anh-Ấn. Để tiến hành cuộc tấn công này, người Đức đã huy động 244 lính châu Âu, 1.350 lính Askari, 400 lính tuyển người Ả Rập, 23 súng máy và 4 pháo dã chiến.
Sau một cuộc kháng cự lâu dài và quyết liệt của mình, gây cho đội quân của Vorbeck khó khăn, đội quân đồn trú của Anh đã cạn kiệt đạn dược và nguồn nước, đồng thời bị áp đảo về quân số. Cái chết của Đại tá Raghbir Singh, người được ghi nhận là một chỉ huy tài năng, đã góp phần khiến cho tình hình quân Anh tại Jassin trở nên tồi tệ. Vào buổi sáng ngày 19 tháng 1 năm 1915, nhận thấy tình hình vô vọng của quân trú phòng Anh-Ấn, Đại úy Hanson của Anh giương cờ trắng. Trước đó ít lâu, vào khoảng 5 giờ 40 phút sáng, một cuộc phá vây của lính Gurkha của Ấn Độ đã bị quân Đức đập tan với thương vong cao. Ngay sau khi lực lượng trú phòng Anh tại Tanga đầu hàng, các Đại úy Hanson và Turner đã bị buộc trình diện Lettow-Vorbeck. Ông hoan nghênh hai đại úy vì cuộc phòng ngự thị trấn của họ và trả kiếm cho họ. Đồng thời, ông phóng thích họ với điều kiện là họ sẽ không tham gia cuộc chiến nữa.
Trận chiến Jassin đã mang lại cho phía Anh những thiệt hại nặng nề, và tiêu biểu trong số những quân nhân Anh - Ấn bị thương có Đại úy Mac Brayne, Thiếu tá Gin. Natha Singh và Đại úy Niamat Ali Khan. Đại tá Raghubir Singh, Kashmir RiflesMặc dù những chiến thắng của ông tại Tanga và Jassin đã lên tinh thần binh lính dưới quyền ông đồng thời mang lại cho họ những khẩu súng trường kiểu mới và tiếp tế mà họ rất cần thiết, Lettow-Vorbeck nhận thấy rằng mức độ thiệt hại về sĩ quan và đạn dược của Đức chứng tỏ ông hiếm khi có thể đối đầu với địch thủ ở một quy mô lớn như vậy và thay vì đó ông cần thực hiện chiến tranh du kích — ông chuyển chiến thuật, phát động các chiến dịch đánh phá tuyến đường sắt Uganda thay vì tìm kiếm một trận đánh quyết định với quân Anh. Để đối phó, phía Anh tập trung binh lực của mình nhằm giảm bớt rủi ro và tăng cường phòng ngự.